# Vinícius Araújo
Vinícius Vasconcelos Araújo (ur. 22 lutego 1993 w João Monlevade) – brazylijski piłkarz występujący na pozycji napastnika w hiszpańskim klubie Real Saragossa.

## Kariera klubowa
Araújo dołączył do akademii Cruzeiro EC w 2007 roku, w wieku 14 lat. 6 lipca 2013 roku zadebiutował w brazylijskiej ekstraklasie podczas zremisowanego 1:1 spotkania z Portuguesą. Osiem dni później podczas wygranego 3:0 meczu z Náutico zdobył swoją pierwszą bramkę w barwach klubu. Ostatecznie w sezonie 2013 zdobył wraz z klubem mistrzostwo kraju.
31 stycznia 2014 roku Araújo podpisał kontrakt z hiszpańską Valencią. W następnych lata przebywał na wypożyczeniach w kilku klubach. W sierpniu 2017 roku podpisał kontrakt z Realem Saragossa.

## Kariera reprezentacyjna
W maju 2013 roku Araújo otrzymał swoje pierwsze powołanie do reprezentacji Brazylii do lat 20. Miesiąc później został królem strzelców podczas Turnieju w Tulonie, a także zdobył jedyną bramkę dla Brazylii podczas towarzyskiego turnieju Valais Youth Cup.

## Sukcesy

### Cruzeiro
- Mistrzostwo Brazylii do lat 20: 2012
- Mistrzostwo Brazylii: 2013

### Brazylia
- Turniej w Tulonie: 2013
- Valais Youth Cup: 2013